# Rio Blăgești (Elan)
O Rio Blăgeşti é um rio da Romênia afluente do Rio Elan, localizado no distrito de Vaslui.